# I Taliani
I Taliani è il quinto album del gruppo musicale italiano Sine Frontera, pubblicato nel novembre 2013.

## Descrizione
La fonte principale d'ispirazione dell'album è il popolo italiano nel suo complesso. I testi delle canzoni, vertono essenzialmente sui vizi e gli stereotipi della cultura italiana. Spunti importanti, vengono dalla letteratura, dal teatro e dal cinema. D'obbligo è la citazione di " Se questo è un uomo", tratta dall'omonimo libro di Primo Levi, nella canzone "Dietro il portone" (racconto di un deportato, nel campo di sterminio di Auschwitz).

## Tracce
1. I Taliani – 3:38
2. Hombres – 4:11
3. No soy borracho – 3:49
4. La ruota – 4:02
5. Il villano – 4:25
6. Jesse il bandito – 4:41
7. Dietro il portone – 4:50
8. Camillo e Peppone – 4:49
9. Io son io – 3:32
10. Fiocco di neve – 5:12
11. Peace and freedom – 2:59

Durata totale: 46:08

## Formazione
- Antonio Resta - voce
- Fabio Ferrari - basso
- Simone Angiuli - violino
- Marco Ferrari - fisarmonica
- Simone Rebucci - chitarra solista e voce
- Daniel Horacio Crocco - batteria
- Simone Dalmaschio - percussioni e voce
- Matteo del Miglio - trombone